# 七美村
七美村（しちみむら）は、かつて富山県射水郡にあった村。現在は射水市新湊地域の東北部に位置する七美地区となっている。

## 概要
村名の由来は、7集落による味よく治ありの意味である。『七味』や『志智美』と書く場合もあった。
発足当初は村として存在するには戸数が足りないとして当初は海老江村に編入されることになっていた。また、明治初年には一時下村に入っていたこともあり、よく存廃が問題になっていた。

## 沿革
- 1889年（明治22年）4月1日 - 町村制の施行により、射水郡穴場新村、柳瀬村、柳瀬新村、中野新村、八島新村、野寺新村及び二十六町村の区域をもって、射水郡七美村が発足する。
- 1953年（昭和28年）4月1日 - 新湊市に編入する。

## 村役場の変遷
村役場は七美村発足当初は穴場新村の沢本覚次郎宅を仮庁舎としていたが、後に一部2階建てトタン葺の屋根で時報用の鐘を吊るした役場を新築し移転している（当時は附近民に誇る建物であった）。1916年に一部増改築された。1952年3月時、当時の村長が役場庁舎の改築について村議会に諮かり、新湊市発足後に一部設計を変更して完成した。1981年に七美公民館（一部消防分団）となる。

## 歴代村長
出典→
- 寺島正節

初代村長、1889年6月4日から1890年6月7日まで。
- 寺島松右衛門

2代目村長。嘉永5年（1852年）8月5日生まれ。1890年9月22日の就任から1924年4月28日の死亡退任まで、11期33年半以上村長を務めた。
1期（1890年9月22日 - 1894年9月21日）
2期（1894年11月1日 - 1894年12月1日）
3期（1895年3月26日 - 1899年3月25日）
4期（1899年5月26日 - 1899年8月16日）
5期（1899年11月9日 - 1903年11月8日）
6期（1903年11月9日 - 1907年11月8日）
7期（1907年11月13日 - 1911年11月12日）
8期（1911年11月15日 - 1915年8月29日）
9期（1915年10月18日 - 1919年10月17日）
10期（1919年11月1日 - 1923年11月1日）
11期（1923年11月10日 - 1924年4月28日）
- 野崎長良

3代目村長。1924年5月24日から1927年6月30日まで。
- 正川治右衛門

4代目村長。1927年10月1日から1931年9月30日までおよび、1931年10月1日から1935年3月31日まで、2期7年半の間村長を務めた。
- 関原勘兵衛

5代目村長。1935年5月1日から1937年5月14日まで。
- 草開道範

6代目村長。1937年6月1日から1941年5月31日まで、1941年6月1日から1945年5月31日、1945年6月1日から1946年12月8日まで、3期9年半の間村長を務めた。
- 沢木正信

7代目村長。1947年4月7日から1951年4月4日までおよび、1951年4月25日から1953年3月31日まで、2期6年間の間村長を務めた。